# استفانو مارکتی (بازیکن فوتبال، زاده ۱۹۶۳)
استفانو مارکتی (انگلیسی: Stefano Marchetti؛ زادهٔ ۲۶ اکتبر ۱۹۶۳) بازیکن فوتبال اهل ایتالیا است.
از باشگاه‌هایی که در آن بازی کرده‌است می‌توان به باشگاه فوتبال پادوا، باشگاه فوتبال ونتزیا، و باشگاه فوتبال بنونتو اشاره کرد.